# Grand lac Jourdain
Pour les articles homonymes, voir Jourdain (homonymie).
Le Grand lac Jourdain est plan d’eau douce situé dans le territoire non organisé de Rivière-Mistassini, dans la municipalité régionale de comté (MRC) de Maria-Chapdelaine, dans la région administrative du Saguenay–Lac-Saint-Jean, dans la province de Québec, au Canada. Ce plan d’eau est situé dans la partie Nord-Est de la zec de la Rivière-aux-Rats.
Le versant du Grand lac Jourdain est desservi par le chemin de la Rivière-aux-Rats lequel passe sur la rive Ouest du lac. La route forestière R0255 passe du côté Est, entre le Grand lac Jourdain et la rivière Mistassibi. Quelques routes forestières secondaires desservent le secteur surtout pour les besoins de la foresterie et des activités récréotouristiques.
La surface du Grand lac Jourdain est habituellement gelée de la fin novembre au début avril, toutefois la circulation sécuritaire sur la glace se fait généralement de la mi-décembre à la mi-avril.

## Géographie
Les principaux bassins versants voisins du Grand lac Jourdain sont :
- côté nord : ruisseau Maltais, crique Jos, rivière aux Rats, lac au Foin, rivière Mistassibi ;
- côté est : ruisseau Carufel, rivière Mistassibi, rivière Mistassibi Nord-Est ;
- côté sud : rivière Bureau, ruisseau de la Pelouse, ruisseau de la Cache, rivière aux Rats, Petit lac Jourdain, rivière Déception ;
- côté ouest : ruisseau Emijoboka, ruisseau Sans Tête, ruisseau Maltais, rivière Déception, rivière aux Rats, rivière Samaqua, rivière Mistassini.

Le Grand lac Jourdain comporte une superficie de 8,48 km2, une longueur de 7,6 km, une largeur maximale de 1,6 km et une altitude de 442 m. Ce lac est bordé par des montagnes tout autour dont plusieurs sommets excèdent 500 m. Ce lac comporte deux grandes parties séparées par une presqu’île rattachée à la rive Est et s’étirant sur 0,7 km vers l’Ouest. Il comporte aussi la baie Duchesneau (longueur : 1,8 km s’étirant vers le Nord) formée par une presqu’île rattachée à la rive Nord et s’étirant sur 2,1 km vers le Sud.
Le Grand lac Jourdain recueille sur sa rive Nord les eaux de la décharge des lacs Travers et Shipi. L’embouchure du Grand lac Jourdain est localisée au fond d’une baie de la rive Sud-Est du lac, où un petit barrage a été aménagé, soit à :
- 6,6 km au Nord-Est de l’embouchure de la décharge du lac Mandin et du Grand lac Jourdain (confluence avec le Petit lac Jourdain ;
- 4,5 km à l’Est du cours de la rivière aux Rats ;
- 100,4 km au Nord-Ouest de l’embouchure de la rivière aux Rats (confluence avec la rivière Mistassini) ;
- 101 km au Nord-Ouest de l’embouchure de la rivière Mistassibi (confluence avec la rivière Mistassini) ;
- 120 km au Nord-Ouest de l’embouchure de la rivière Mistassini (confluence avec le lac Saint-Jean)[1].

À partir de l’embouchure du Grand lac Jourdain, le courant coule sur 138,1 km généralement vers le Sud en suivant le cours de la rivière aux Rats, puis le cours de la rivière Mistassini sur 24,5 km vers l’Est, puis le Sud-Ouest. À l’embouchure de cette dernière, le courant traverse le lac Saint-Jean sur 42,7 km vers l’Est, puis emprunte le cours de la rivière Saguenay vers l’Est sur 155 km jusqu'à la hauteur de Tadoussac où il conflue avec le fleuve Saint-Laurent.

## Toponymie
Le toponyme « Grand lac Jourdain » a été officialisé le 5 mai 1970 par la Commission de toponymie du Québec.